# Primeiro-ministro do Egito
O primeiro-ministro do Egito (Árabe: رئيس وزراء مصر‎) é o chefe de governo da República Árabe do Egito. De acordo com a constituição, o primeiro-ministro é o líder do maior partido representado no Parlamento egípcio.
O título árabe pode ser traduzido como "Presidente do Conselho de Ministros", como é o caso do primeiro-ministro da Síria, o título árabe é o mesmo na Síria e no Egito.
Nos últimos anos da década de 1970, o Egito teve vários governos de coabitação que provaram ser instáveis, devido à fricção entre presidente e primeiro-ministro. Contudo, desde 1981, o Partido Nacional Democrático mantém uma maioria na Assembleia Popular ao mesmo tempo que é o partido do presidente.

## Poderes
Por convenção, o presidente controla os assuntos externos e questões relacionadas com a defesa, enquanto o primeiro-ministro gere os assuntos domésticos do dia-a-dia, incluindo a economia.
O primeiro-ministro chefia o Gabinete, que por sua vez tem um papel importante nas decisões da agenda das câmaras do Parlamento. Pode propor leis ao Parlamento, bem como emendas, durante as sessões parlamentares.
Sob o sistema criado pela emendas constitucionais de 1980, o presidente é a figura executiva que nomeia o primeiro-ministro.
Quando o partido político ou apoiantes do presidente controlam o Parlamento, o presidente é para todos os efeitos a principal figura da ação executiva, escolhendo quem ele quiser para o governo, e consequentemente aplicando a sua agenda política a este.
No entanto, quando os opositores políticos do presidente controlam o Parlamento, o domínio do presidente pode ser severamente limitado, já que este tem de escolher um primeiro-ministro e um Gabinete que reflitam a maioria no Parlamento.
Quando partidos políticos diametralmente opostos politicamente controlam o Parlamento e a Presidência, o sistema de divisão de poderes necessariamente encontrado é chamado de "coabitação". Vários governos de coabitação tomaram posse durante a década de 1970, que se provaram demasiado instáveis.